# Käringsjön, Övraby socken

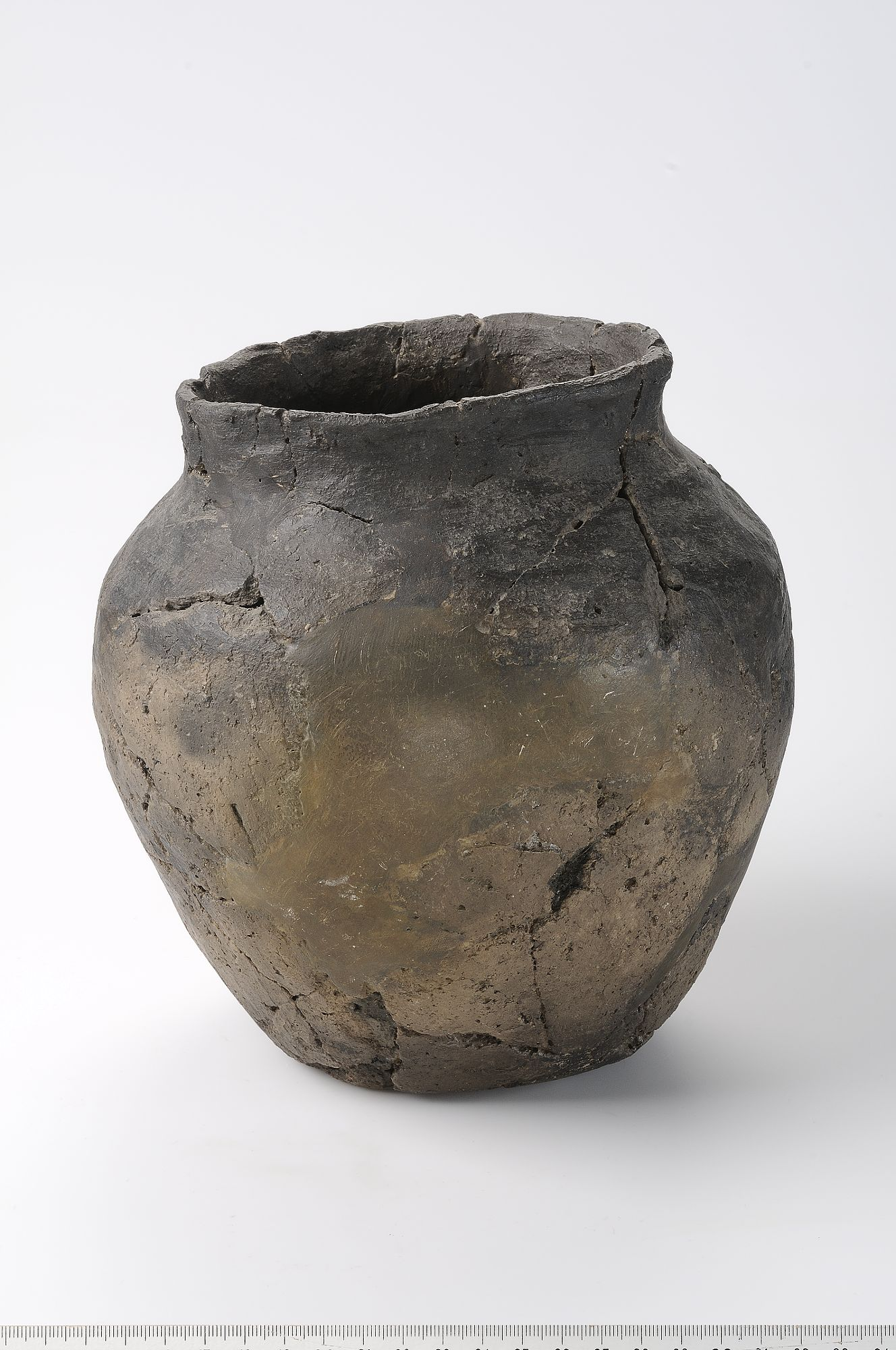
Kärl av keramik från romersk järnålder Käringsjön.

Käringsjön är en mosse i Övraby socken, Halmstads kommun i Halland, ca 10 km nordöst om tätorten Halmstad. 
Mossen är en nästan cirkulär åsgrop i en rullstensbildning vid randen av Nissans dalgång, med en diameter på ungefär 70 m. Av den fordom fria vattenytan återstår numera endast en liten rest.

## Offerfynden
Vid torvbrytning i mossens kant år 1917 påträffade man bitar av lerkärl samt bearbetad trä. 
En arkeologisk utgrävning företogs år 1941 under ledning av Holger Arbman och man upptäckte då vid mossens gamla strandpartier lämningar som visar att Käringsjön använts som offerplats under romersk järnålder (under perioden 200-300 e. Kr.). Under romersk järnålder var Käringsjön en sjö med fri vattenyta, med stränderna omgivna av ett gungfly av vitmossa, och för att ta sig fram till vattnet har man anlagt en bädd av fällda trädstammar, grenar och ris. Det var i synnerhet i vattnet nära denna plattform som man offrat.  
Vid utgrävningen fann man ett hundratal lerkärl, mestadels av grov brukskeramik men även en del av finare kvalitet som vittnar om kulturförbindelser med nuvarande Danmark och Norge, som innehållit mat som offrats till gudomligheten. Spår av matrester fanns kvar i vissa kärl och visade sig innehålla blodpalt samt gröt av säd och blod. Många keramikkärl är fortfarande hela. Vissa kärl är dekorerade, några har fot eller öra. Förutom föda har man i några kärl placerat småstenar, och i en kruka hittades en rullsten som troligen använts för att mala spannmål. Bitar av hartstätning visar att svepkärl också deponerats i mossen. 
Fynd av trä har klarat sig bra i den syrefattiga mossen och är av högt historiskt värde, då vardagsredskap av trä från svensk järnålder är sällsynta. I mossen hittades ett söndrigt skjutlock från ett kärl med geometrisk ornering och röda färgspår, vilket är det äldsta (hittills) kända exemplet av målade träföremål i Sverige. En cylinderformad ask hittades också. Övriga föremålen är enklare, däribland en ek-spade med ensidigt blad, två tråg (däribland ett stektråg), tre Tjuder, en grävkäpp, två räfsor, en komplett lekarne, en tröskklubba, en söndrig huggkubbe, ett flöte, en regel, en stekbräda, smat en mängd repdelar och oidentifiterbara träföremål. Även ett par linknippen har offrats i mossen. 
Tolkningen är att Käringsjön kan ha varit en lokal kultplats för folket i ett fåtal närbelägna gårdar.